# Quijingue
Quijingue este un oraș în statul Bahia (BA) din Brazilia.